# روز ملی فناوری اطلاعات
بیست‌ودوم تیرماه، زادروز دانشمند بزرگ ایرانی، محمدبن موسی خوارزمی، پدر علم داده‌ورزی (انفورماتیک)، توسط شورای عالی انقلاب فرهنگی به عنوان روز فناوری اطلاعات نامگذاری شده است.

## پیشینه موضوع
علیرضا کشاورز جمشیدیان، دبیر سازمان نظام صنفی رایانه‌ای استان تهران در مورد علت نامگذاری این روز گفته‌اند:
در واقع نام‌گذاری زادروز تولد حکیم خوارزمی، به‌عنوان روز فناوری اطلاعات، بیانگر دو پیام مهم است؛ اول اینکه «دانش رایانه یک دانش وارداتی نیست، یعنی ما مصرف‌کننده یک دانش وارداتی نیستیم، بلکه خالق و آفریننده این دانشیم. اما غربی‌ها، در غفلت ما، از این دانش استفاده کردند و مبتنی بر روندهای روز، آن را به کشور ما صادر کردند» و دوم آنکه «اگر ما چنین روزی را ثبت نمی‌کردیم، ممکن بود کشورهای خارجی یکی دیگر از نخبگان سرزمین ما را به نام خود مصادره کنند.»